# Komae
Komae (japanisch 狛江市, -shi) ist eine Stadt in der Präfektur Tokio westlich von Tokio.

## Geographie
Komae liegt südwestlich von Tokio und südlich von Chōfu.
Der Fluss Tama fließt durch die Stadt von Südwesten nach Südosten.

## Geschichte
Komae war früher ein Ort der Landwirtschaft. Seitdem hat er sich zu einem Wohngebiet von Tokio entwickelt.
Am 1. Oktober 1970 erhielt der Ort Stadtrecht.

## Verkehr
- Zug:
  - Keiō-Linie: nach Hachiōji und Shinjuku
  - Odakyū Odawara-Linie: nach Odawara und Shinjuku

## Söhne und Töchter der Stadt
- Sadao Araki (1877–1966), Offizier
- Misako Konno (* 1960), Schauspielerin und Autorin

## Weblinks

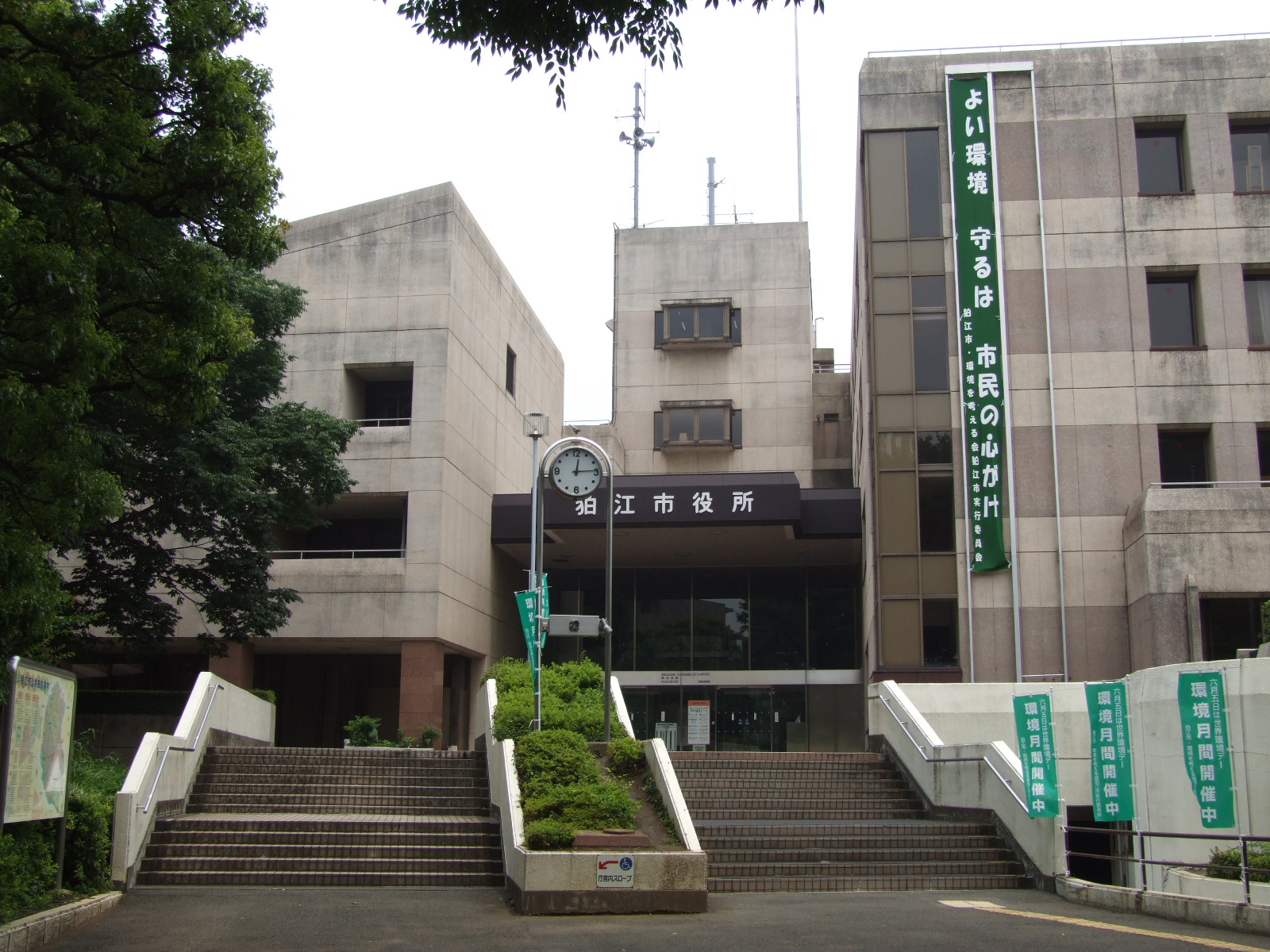
Rathaus von Komae

## Angrenzende Städte und Gemeinden
- Präfektur Tokio
  - Chōfu
  - Tokio: Stadtbezirke Setagaya
- Präfektur Kanagawa
  - Kawasaki